# Wrzeszcz

Vị trí của Wrzeszcz trong Gdańsk

Wrzeszcz (phát âm là [vʒɛʃt͡ʃ] ( liên_kết=| Về âm thanh này lắng nghe), tiếng Đức: Langfuhr; Kashubian) là một trong những quận của thành phố Gdańsk phía Bắc Ba Lan. Với dân số hơn 65.000 trên diện tích 9,9 kilômét vuông (3,8 dặm vuông Anh) (mật độ dân số 6622), Wrzeszcz là khu đông dân nhất của Gdańsk.

## Lịch sử
Tên hiện tại Wrzeszcz xuất phát từ tên cũ của khu vực - Wrzost, bắt nguồn từ wrzos, một người Ba Lan và Kashubia  từ cho thạch Khu vực của Wrzeszcz hiện đại từng là rừng và cánh đồng thạch thảo.

## Hiện tại

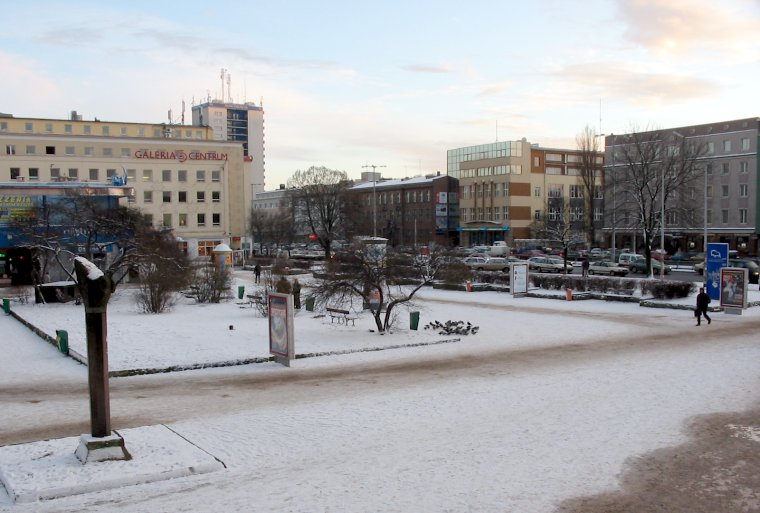
Đường phố Grunwaldzka ở Gdańsk Wrzeszcz, tháng 12 năm 2003

Sân bay đã được thay thế bởi Sân bay Gdańsk Lech Wałęsa vào năm 1974 và các khu nhà ở lớn đã được xây dựng trên khu vực sân bay cũ.
Thị trấn hiện đang phát triển nhanh chóng.   Một lượng lớn hoạt động thương mại (đặc biệt là ngân hàng và mua sắm) hiện đang diễn ra tại Wrzeszcz. Một số công ty quốc tế như Citibank, ING Bank, Fortis Bank và Shell đã chọn đặt văn phòng của họ ở đó thay vì ở trung tâm thành phố Gdańsk, các trung tâm mua sắm lớn như Galeria Bałtycka và Centrum Handlowe Manhattan đang mở dọc theo đường Grunwaldzka và khu đất quân sự rộng rãi đã được bán cho các nhà phát triển nhà ở .

## Cư dân đáng chú ý
- Eddi Arent (1925 Từ2013), diễn viên
- Hermann Balck (1893 trận1982), tướng
- Alfred Dannebaum (1918 Từ1999), sĩ quan Đức Quốc xã
- Siegfried Freytag (1919 cường2003), phi công Luftwaffe
- Günter Grass (1927 Từ2015), tác giả
- Ulrich Kessler (1894 Từ1983), tướng Luftwaffe
- Leopold Koss (1920-2012), nhà tế bào học
- Gerda Steinhoff (1922-1946), giám thị trại tập trung SS của Đức Quốc xã treo cổ vì tội ác chiến tranh
- Joachim von Tresckow (1894 Từ1958), tướng Wehrmacht
- Wolfgang Völz (1930 Từ2018), diễn viên

## Điểm tham quan
- Đại học Công nghệ Gdańsk (Politechnika Gdańska)
- Đại học Y khoa Gdańsk
- Opera Baltic
- Trung tâm mua sắm Manhattan
- Trung tâm mua sắm Galeria Bałtycka
- Ga xe lửa Gdańsk Wrzeszcz
- Nhà hát rừng (Teatr Leśny)
- Tượng đài Julian Gutenberg, được thành lập ngày 22 tháng 6 năm 1890 tại Gutenberghain  Lưu trữ ngày 7 tháng 2 năm 2006 tại Wayback Machine
- Giáo đường mới